# Hubert Schweizer
Hubert Schweizer (* 16. März 1947 in Reißingwelches?; † 30. November 2023) war ein deutscher Zeichner und Illustrator mit Schwerpunkt Science-Fiction.

## Künstlerisches Werk
Nachdem er in Jugendjahren mit Comics und phantastischer Literatur in Berührung gekommen war, begann Hubert Schweizer neben seiner Ausbildung im Maschinenbau mit zeichnerischen Arbeiten auf dem Gebiet der Science-Fiction. Bei einem Zeichenwettbewerb der Perry-Rhodan-Redaktion 1972 erzielten seine eingereichten Arbeiten den ersten und den dritten Platz. Zwischen 1979 und 1983 produzierte er Illustrationen für Science-Fiction-Veröffentlichungen des Heyne-Verlags. Nach einer längeren publizistischen Pause wurde er ab Mitte der 90er Jahre wieder aktiv. Zu seinen jüngeren Arbeiten gehören Illustrationen für Perry Rhodan, Nova und Exodus.
Schweizers Werken, insbesondere den Landschaftsdarstellungen, wurde verschiedentlich eine ästhetische Nähe zu Max Ernst attestiert, da sie etwa „animalisch verfremdete, teils fragmentarische Physiognomien“ zeigen oder „Gestaltwerdungen einer vitalen Essenz, die die Erde anthropomorph oder vegetativ zergliedert: in Zyklopenzähne, Köpfe, Rippen, Schultern, Stämme, Stümpfe, Knochen, Krallen (…). Mischungen – das gilt auch für Max Ernst (…) – von Organischem und Anorganischem.“